# Eugène-Émile Lenglet
Pour les articles homonymes, voir Lenglet.
Eugène-Émile Lenglet (1er avril 1811, Arras - 26 mai 1878, Arras), est un homme politique français.

## Biographie
Il étudia le droit à Paris après avoir terminé ses études au collège d'Arras, et prit une part active à l'insurrection de juillet 1830, à côté du colonel Charras, à la caserne de Babylone. Reçu avocat, il revint à Arras en 1836, professa des opinions démocratiques, fut un des chefs du Parti radical dans la région et plaida plusieurs fois pour le Progrès du Pas-de-Calais, organe républicain auquel il collaborait lui-même. Membre du conseil municipal d'Arras et premier adjoint, il fut désigné, le 27 février 1848, pour porter au gouvernement provisoire l'adhésion de ses compatriotes, et fut élu, le 23 avril, représentant du Pas-de-Calais à l'Assemblée constituante. Il prit place à gauche, avec le Parti démocratique modéré, fut secrétaire de l'Assemblée et parut quelquefois à la tribune. Après l'élection présidentielle du 10 décembre, Lenglet cessa de prendre part aux travaux de l'Assemblée et donna sa démission le 3 janvier 1849.
Lors du coup d'État du 2 décembre 1851, le préfet de Louis-Napoléon Bonaparte dans le Pas-de-Calais chargé de donner des renseignements sur son compte, écrit à son sujet : « Trop honnête pour ne pas être très dangereux ». Il redevint avocat au barreau d'Arras, et resta, sous l'Empire, à l'écart de la politique active. Après la chute du régime, Lenglet accepta d'être préfet du gouvernement de la Défense nationale à Arras, du 6 septembre 1870 à février 1871, se voua activement, malgré son état de santé, à l'organisation de la défense, et, lorsque le Pas-de-Calais fut en partie occupé par les Allemands, obtint du général Von Goeben la remise d'une contribution de guerre de 70 000 francs imposée au canton de Croisilles. Ses adversaires ont maintes-fois rendu hommage à l'intelligence et au dévouement dont il fit preuve dans ces circonstances difficiles.
Au moment de sa mort, Lenglet était conseiller général du canton nord d'Arras et conseiller municipal de cette ville.
En 1880 est installé un buste d'Eugène-Émile Lenglet à Arras, dans le square Saint-Vaast. Il a depuis disparu, ayant été fondu.

## Sources
- « Eugène-Émile Lenglet », dans Adolphe Robert et Gaston Cougny, Dictionnaire des parlementaires français, Edgar Bourloton, 1889-1891 [détail de l’édition]